# Mischocyttarus flavitarsis
Mischocyttarus flavitarsis är en getingart som först beskrevs av Henri de Saussure 1854.
Mischocyttarus flavitarsis ingår i släktet Mischocyttarus och familjen getingar. Inga underarter finns listade i Catalogue of Life.